# 第二三叉河橋
台鐵山線鐵路第二三叉河橋是位於中華民國（台灣）苗栗縣三義鄉三義車站北端跨越西湖溪的一座鐵路橋樑，1990年中重建通車。

## 沿革與設計

### 第一代橋
1902年4月起臺灣總督府鐵道部開始興建苗栗至三叉河（今三義）路段的縱貫鐵路，並在跨越西湖溪之處分別架設「第一三叉河橋」與「第二三叉河橋」。
第一代橋在1903年4月10開工，同年10月7日苗栗＝三叉河間通車、12月15日本橋竣工，長約39.3公尺鈑梁橋，共3橋孔（每孔40英呎），橋台與橋墩採用紅磚混凝土及砌粗石構造，沉箱基礎約5.91至6.1公尺。
第一代橋於戰後1960年八一水災時，北橋台翼牆及路基遭洪水沖毀後，重建翼牆並在上游河床興建護岸，推測此時本橋已增建1橋孔（合計4孔）。
1978年10月20日，包含第二代橋在內的山線鐵路苗栗～臺中路段電氣化通電，橋上增設電車線電桿等設備，25日正式啟用。

### 第二代橋
台鐵局自1980年代起，實施大規模舊橋重建，由於第二三叉河橋舊橋老舊且植基不深，於是納入「鐵路沿線老舊橋梁重建工程」計畫改建。新橋建於第一代橋下游側9公尺處，由世仁營造有限公司承包興建，下部結構為直徑2.6公尺單圓柱懸臂式RC橋墩及直徑5.5公尺深18公尺的圓形開口沉箱基礎、上部結構則為上承式簡支預力箱型梁，每孔跨度19.8公尺計6孔，為橋長118.8公尺的雙線橋，並將橋梁兩端原半徑641公尺與700公尺的彎道改善為半徑1,000公尺彎道以提高車速。新橋自1987年3月11日開工，1990年6月17日完工，為配合「山線鐵路竹南至豐原間改線與雙軌工程」施工需要，在同年6月28日先切換西主正線單線通車並停用舊橋，橋面鋪設傳統道碴式軌道。
隔年（1991年）配合「山線竹南至豐原間改線與雙軌工程」鋪設東正線，列車改以東正線行駛，西正線暫時停用，直到1993年6月17日銅鑼＝三義間完成複線通車後，本橋才成為雙向行車之橋梁。
目前舊橋遺跡僅剩南岸紅磚橋台和路基，橋台上還留有鋼鈑樑固定器。